# غونزالو سواريز جيرارد
غونزالو سواريز جيرارد (بالإسبانية: Gonzo Suárez)‏ هو منتج ألعاب فيديو إسباني، ولد في 1963 في برشلونة في إسبانيا.